# I liga 1950-1951 (pallacanestro maschile)
La I liga 1950-1951 è stata la 17ª edizione del massimo campionato polacco di pallacanestro maschile. La vittoria finale è stata ad appannaggio del Lech Poznań.

## Risultati

### Stagione regolare
|    | Squadra           | G  | V  | P  | PF  | PS  | Pt. |
| -- | ----------------- | -- | -- | -- | --- | --- | --- |
| 1. | Lech Poznań       | 14 | 12 | 2  | 631 | 534 | 26  |
| 2. | Spójnia Danzica   | 14 | 11 | 3  | 582 | 504 | 25  |
| 3. | Społem Łódź       | 14 | 10 | 4  | 663 | 574 | 24  |
| 4. | Gwardia Cracovia  | 14 | 7  | 7  | 626 | 574 | 21  |
| 5. | ŁKS Łódź          | 14 | 6  | 8  | 621 | 657 | 20  |
| 6. | Cracovia Cracovia | 14 | 5  | 9  | 603 | 633 | 19  |
| 7. | AZS Varsavia      | 14 | 4  | 10 | 498 | 624 | 18  |
| 8. | Warta Poznań      | 14 | 1  | 13 | 405 | 530 | 15  |

| I liga 1950-1951      |
| --------------------- |
| Lech Poznań 5º titolo |

## Formazione vincitrice
| N° | Naz.               | Ruolo | Sportivo                     |  | Alt. |  |
| -- | ------------------ | ----- | ---------------------------- |  | ---- |  |
|    | Polonia (bandiera) |       | Zb Bernard                   |  |      |  |
|    | Polonia (bandiera) |       | Henryk Beyer                 |  |      |  |
|    | Polonia (bandiera) |       | B Dembiński                  |  |      |  |
|    | Polonia (bandiera) | G     | Mieczysław Fęglerski         |  | 189  |  |
|    | Polonia (bandiera) | P     | Florian Grzechowiak          |  | 172  |  |
|    | Polonia (bandiera) |       | Rościsław Iwanow-Ruszkiewicz |  |      |  |
|    | Polonia (bandiera) |       | Edward Jarczyński            |  |      |  |
|    | Polonia (bandiera) | C     | Antoni Kolaśniewski          |  |      |  |
|    | Polonia (bandiera) |       | Andrzej Krasiński            |  |      |  |
|    | Polonia (bandiera) |       | Marian Matysiak              |  |      |  |
|    | Polonia (bandiera) |       | R Niedzielski                |  |      |  |
|    | Polonia (bandiera) |       | Jarosław Śmigielski          |  |      |  |
|    | Polonia (bandiera) | All.  | Janusz Patrzykont            |  |      |  |